# Il prigionier superbo
Il prigionier superbo (en español, El prisionero orgulloso) es una ópera seria en tres actos con música de Giovanni Battista Pergolesi y libreto en italiano de Gennaro Antonio Federico y basado en un libreto anterior de Francesco Silvani por la ópera de Gasparini, La fede tradita e vendicata. Se estrenó en el Teatro San Bartolomeo en Nápoles el 5 de septiembre de 1733 y tuvo más representaciones en octubre. La ópera, con su trama laberíntica implicando la rivalidad de Metalce (rey de los godos) y Viridate (príncipe de Dinamarca) por la mano de Rosmene (una princesa noruega cuyo padre es prisionero de Metalce), pronto cae en el olvido, pero su intermezzo cómico, La serva padrona (también de Pergolesi) iba a lograr un notable éxito cuando se interpretó por sí solo. 
Es una ópera poco representada en la actualidad; en las estadísticas de Operabase aparece con sólo una representación.

## Personajes
| Personaje                                          | Tesitura         | Reparto del estreno 5 de septiembre de 1733 |
| -------------------------------------------------- | ---------------- | ------------------------------------------- |
| Metalce, rey de los godos                          | contralto        | Lucia Grimani                               |
| Sostrate, rey de Noruega                           | tenor            | Giovanni Battista Pinacci                   |
| Rosmene, hija de Sostrate                          | contralto        | Anna Bagnolesi                              |
| Viridate, príncipe de Dinamarca                    | soprano castrato | Antonio Castoro                             |
| Ericlea, hija de Clearco, el primer rey de Noruega | soprano          | Rosa Mancini                                |
| Micisda, príncipe de Bohemia y amado de Ericlea    | soprano          | Anna Maria Mazzoni                          |